# Fort Union

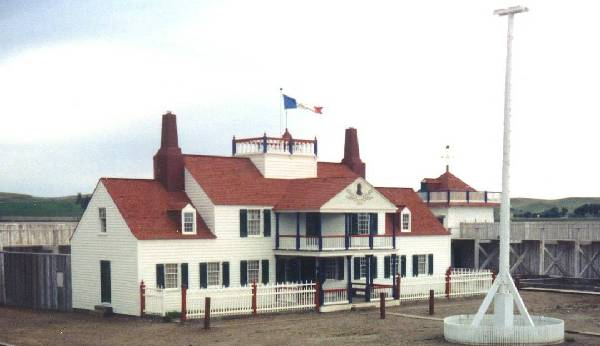
Modern rekonstruktion av Fort Union.

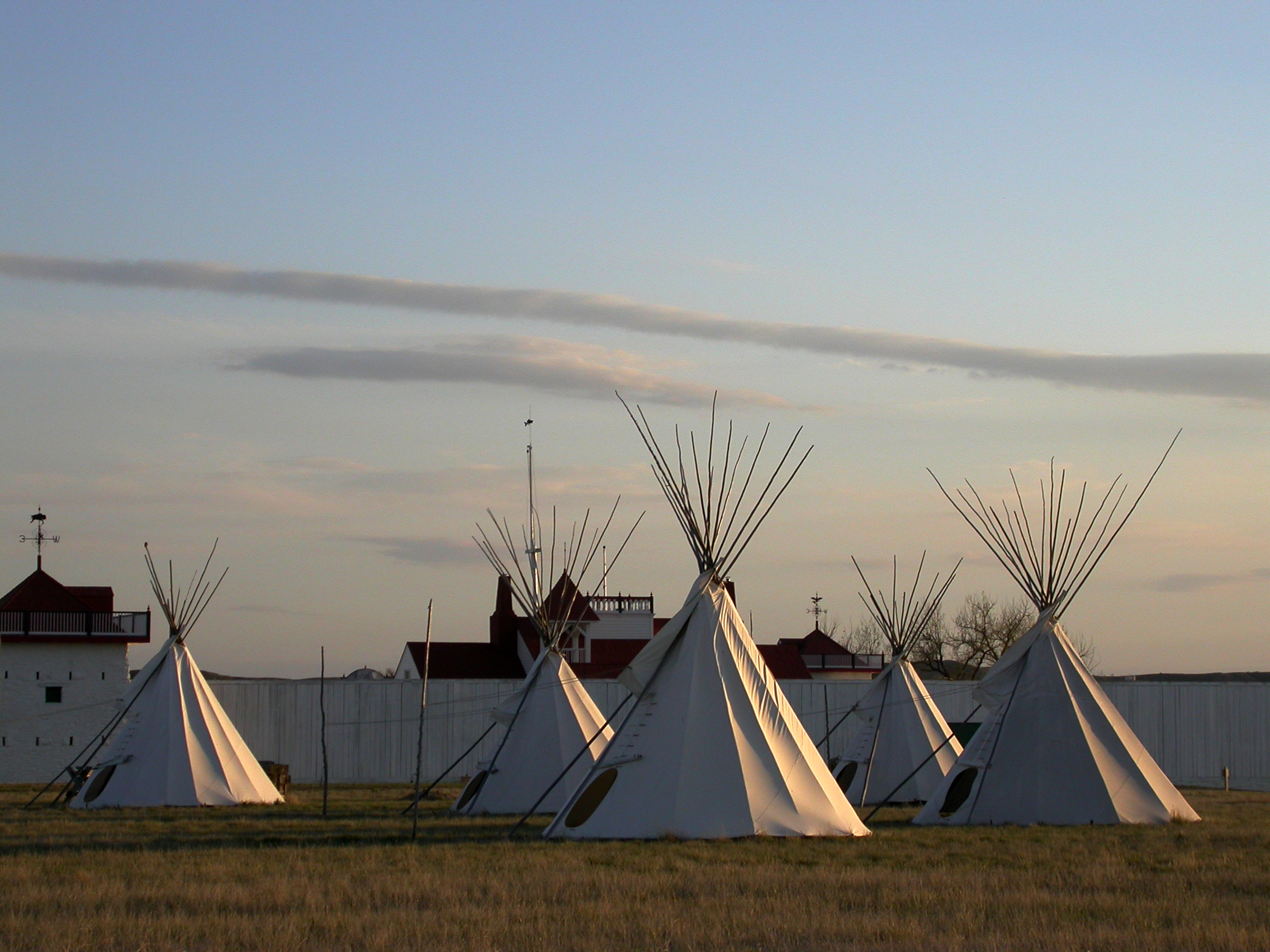
Indiantipier vid Fort Union.

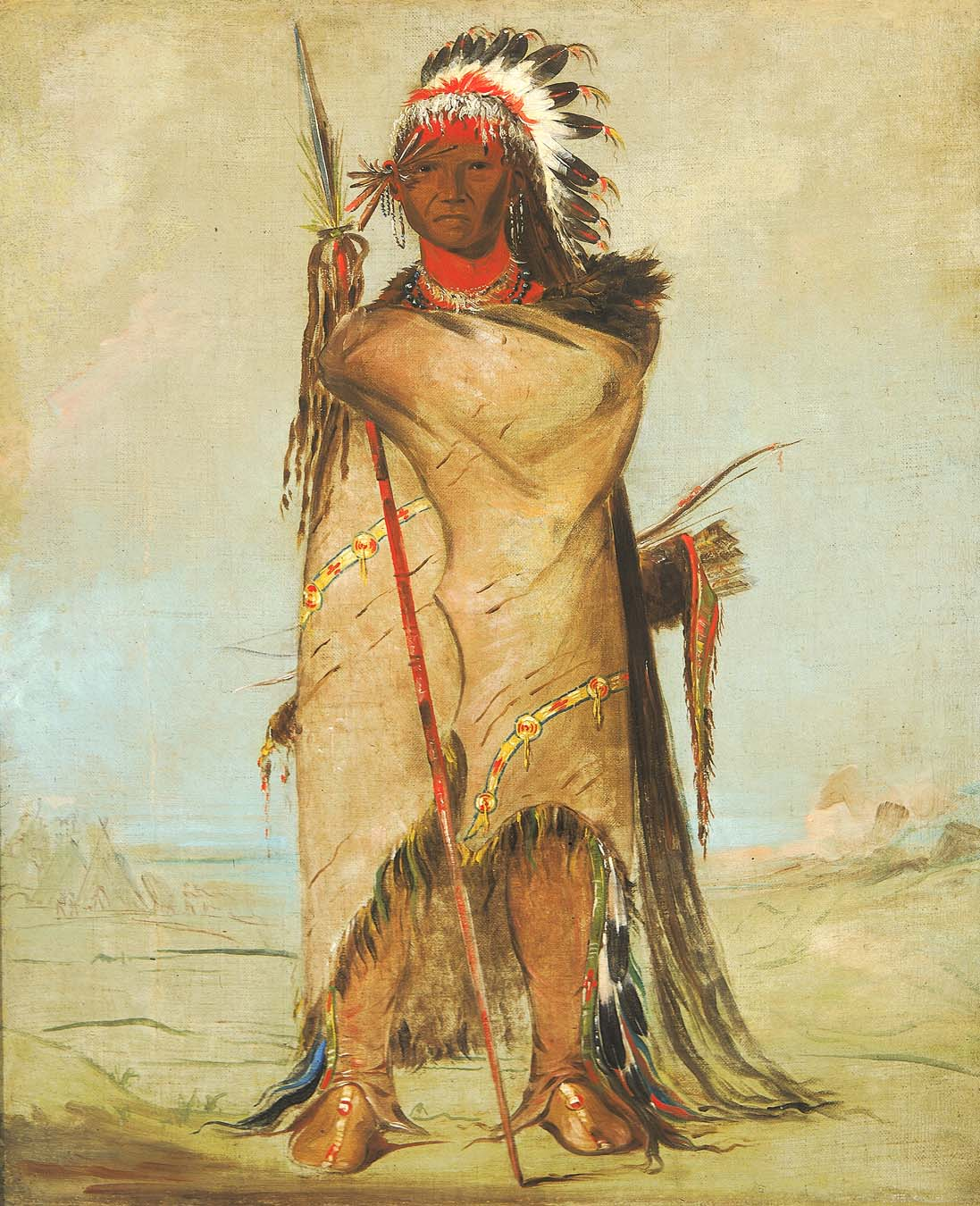
Kråkindian målad av George Catlin vid Fort Union 1832.

För fortet i New Mexico med samma namn,se Fort Union nationalmonument
Fort Union var ett handelsfaktori beläget strax norr om Yellowstoneflodens förening med Mississippifloden, i den nordvästra delen av nuvarande North Dakota, alldeles vid gränsen till Montana. Det fungerade under perioden 1828-1867.

## Viktigaste handelsfaktoriet
Fort Union anlades 1828 av Kenneth McKenzie under namnet Fort Floyd, men fick snart namnet Fort Union. Fortet tillhörde American Fur Company och var det viktigaste handelsfaktoriet vid Missouriflodens övre lopp från dess anläggning till dess nedläggning 1867. Vid faktoriet kom assiniboine, crow, blackfeet, hidatsa och andra indiannationer för att byta buffelhudar och andra pälsverk mot handelsvaror, som pärlor, gevär, filtar, knivar, kokkärl och tyg.

## Litteratörer och historiker
Under sina glansdagar besöktes faktoriet av litteratörer och illustratörer vilka förevigade prärieindianernas liv och Great Plains naturhistoria. Bland dessa återfinns George Catlin, Maximilian zu Wied-Neuwied, Karl Bodmer och John James Audubon. 

## Historiskt minnesmärke
Fort Union är sedan 1966 ett historiskt minnesmärke vilket är öppet för allmänheten och förvaltas av den federala nationalparksförvaltningen.